# آنا هيرمانسون
آنا هيرمانسون (بالسويدية: Anna Hermansson)‏ هي متسابقة بياثل سويدية، ولدت في 18 يونيو 1969.

## وصلات خارجية
- آنا هيرمانسون على موقع IBU (الإنجليزية)
- آنا هيرمانسون على موقع أوليمبيديا (الإنجليزية)
- آنا هيرمانسون على موقع اللجنة الأولمبية السويدية (السويدية)